# Niclas Fasth
Niclas Fasth (Göteborg, 29 april 1972) is een Zweedse voormalig golfprofessional.

## Amateur
In 1992 had Fasth een topjaar. Hij won het Zweedse Amateur, werd opgenomen in het Zweedse team om aan de Eisenhower Trophy mee te doen en in het Continentale team voor de St Andres Trophy. Daarna werd hij professional.

#### Overwinningen
- 1992: Zweeds Amateur Kampioenschap

#### Teamdeelnames
- Eisenhower Trophy (namens Zweden): 1992
- St Andrews Trophy (namens Continentaal Europa): 1992

## Professional
Hij begon in 1993 op de Challenge Tour en behaalde dat jaar drie overwinningen met winst op de Västerås Open, Compaq Open en de Open Dijon Bourgogne. In 1997 kwalificeerde hij zich voor de PGA Tour van 1998, zodat hij in 1998 zowel op de PGA Tour als de Europese PGA Tour speelde. Hij verloor echter beide toegangskaarten en moest terug naar de Challenge Tour. Fasth keerde snel terug naar de Europese PGA Tour waarin hij tot 2017 actief zou blijven. In 2000 behaalde Fasth zijn eerste overwinning met winst op de Madeira Island Open. In 2001 eindigde Fasth tweede in The Open Championship. In 2001 kwam hij in de top-10 mede door zijn tweede plaats op het The Open Championship en werd hij ook gekozen voor het Europese Ryder Cup team van 2002, waarin Europa ook won. Hij kende zijn beste jaren in 2005 en 2006 met telkens 2 nieuwe overwinningen op de Europese PGA Tour. 

### Overwinningen
| Jaar | Toernooi                                     | Tour                                            |
| ---- | -------------------------------------------- | ----------------------------------------------- |
| 1993 | Västerås Open                                | Challenge Tour                                  |
| 1993 | Compaq Open                                  | Challenge Tour                                  |
| 1993 | Open Dijon Bourgogne                         | Challenge Tour                                  |
| 1999 | Daewoo Warsaw Golf Open                      | Challenge Tour                                  |
| 2000 | Madeira Island Open                          | Europese PGA Tour                               |
| 2002 | Ryder Cup                                    | -                                               |
| 2005 | Holden New Zealand Open                      | Europese PGA Tour en Australaziatische PGA Tour |
| 2005 | Deutsche Bank Players Championship of Europe | Europese PGA Tour                               |
| 2006 | Open de España                               | Europese PGA Tour                               |
| 2006 | Mallorca Classic                             | Europese PGA Tour                               |
| 2007 | BMW International Open                       | Europese PGA Tour                               |
| 2007 | The Royal Trophy                             | -                                               |

### Resultaten op deMajors
| Major                 | 1993 | 1994 | 1995 | 1996 | 1997 | 1998 | 1999 | 2000 | 2001 | 2002 | 2003 | 2004 | 2005 | 2006 | 2007 | 2008 | 2009 | 2010 | 2011 | 2012 | 2013 | 2014 | 2015 | 2016 | 2017 | 2018 |
| --------------------- | ---- | ---- | ---- | ---- | ---- | ---- | ---- | ---- | ---- | ---- | ---- | ---- | ---- | ---- | ---- | ---- | ---- | ---- | ---- | ---- | ---- | ---- | ---- | ---- | ---- | ---- |
| Masters Tournament    |      |      |      |      |      |      |      |      |      | CUT  | CUT  |      |      |      | T55  | T39  |      |      |      |      |      |      |      |      |      |      |
| U.S. Open             |      |      |      |      |      |      |      |      |      | T37  | T48  |      |      | CUT  | 4    | CUT  |      |      |      |      |      | CUT  |      |      |      |      |
| The Open Championship |      |      |      |      |      |      |      |      | 2    | T28  | CUT  |      |      | CUT  | T35  | CUT  |      |      |      |      | CUT  |      |      |      |      |      |
| PGA Championship      |      |      |      |      |      |      |      |      | T29  | CUT  | T10  | T45  | CUT  | CUT  | T42  | T63  |      |      |      |      |      |      |      |      |      |      |

CUT = miste de cut halverwege

### Resultaten op deWorld Golf Championships
| Toernooi             | 1999 | 2000 | 2001 | 2002 | 2003 | 2004 | 2005 | 2006 | 2007 | 2008 | 2009 | 2010 | 2011 | 2012 | 2013 | 2014 | 2015 | 2016 | 2017 | 2018 |
| -------------------- | ---- | ---- | ---- | ---- | ---- | ---- | ---- | ---- | ---- | ---- | ---- | ---- | ---- | ---- | ---- | ---- | ---- | ---- | ---- | ---- |
| WGC Kampioenschap    |      |      |      | T11  | T16  |      | T37  |      | T6   | T44  |      |      |      |      |      |      |      |      |      |      |
| WGC Matchplay        |      |      |      | R16  | R32  | R64  |      | R64  | R16  | R32  |      |      |      |      |      |      |      |      |      |      |
| WGC Invitational     |      |      | T21  | T58  | T58  | T61  | T33  |      | T22  | T52  |      |      |      |      |      |      |      |      |      |      |
| WGC - HSBC Champions |      |      |      |      |      |      |      |      |      |      |      |      |      |      |      |      |      |      |      |      |

CUT = miste de cut halverwege